# クロチルデ (小惑星)
クロチルデ (583 Klotilde) は小惑星帯に位置する小惑星である。ウィーンのウィーン天文台でヨハン・パリサによって発見された。
発見場所であるウィーン天文台の所長エトムント・ヴァイスの娘にちなんで命名された。
2009年1月に福島県で掩蔽が観測され、推定直径よりやや大きい弦が得られている。